# Phrynocephalus roborowskii
Espèce
Synonymes
- Phrynocephalus vlangalii var. roborowskii Bedriaga 1906

Phrynocephalus roborowskii est une espèce de sauriens de la famille des Agamidae.

## Répartition
Cette espèce est endémique du Qinghai en République populaire de Chine.

## Étymologie
Cette espèce est nommée en l'honneur du capitaine Wsewolod Iwanowitsch Roborowski.

## Publication originale
- Bedriaga, 1906 "1905" : Verzeichnis der von der Central-Asiatischen Expedition unter Stabs-Kapitän W. Roborowski in den Jahren 1893-1895 gesammelten Reptilien. Annuaire Musée Zoologique de l'Académie Impériale des Sciences de St.-Pétersbourg, vol. 10, no 3/4, p. 159-200